# Гре-Но-Ли
Гре-Но-Ли — прозвище трёх футболистов из Швеции, составленное из первых букв их фамилий, Гуннара Грена, Гуннара Нордаля и Нильса Лидхольма. Так их называли во время выступлений за сборную Швеции и итальянский клуб «Милан» в 1950-х годах.
Впервые трио нападающих проявило себя в 1948 году на Летних Олимпийских играх в Лондоне, где шведы завоевали золотые медали. Вскоре после этого все трое уехали играть в «Милан», и в первый же сезон команда забила в 38 матчах 118 мячей, львиная доля которых пришлась на счёт Гре-Но-Ли (Грен и Лидхольм забили по 18 голов, Нордаль — 16 (за полсезона)). Но наибольшего успеха троица добилась в сезоне 1950-1951, в котором Милан завоевал скудетто. Трио распалось в 1953 году, когда Гуннар Грен ушёл из «Милана» в «Фиорентину».

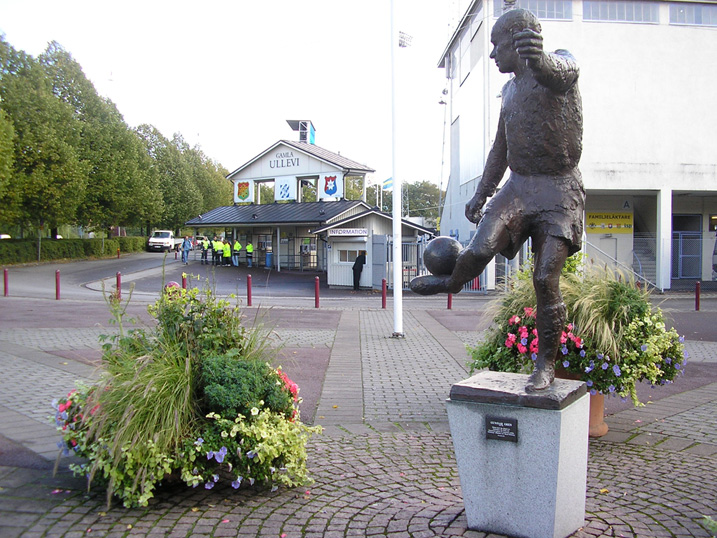
Памятник Гуннару Грену[швед.], установленный в 1993 году в Гётеборге, перед стадионом «Гамла Уллеви»
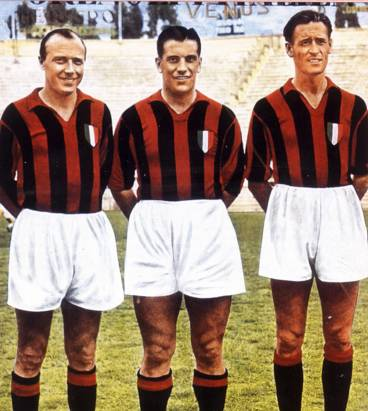
Грен-Нордаль-Лидхольм в форме ФК «Милан»
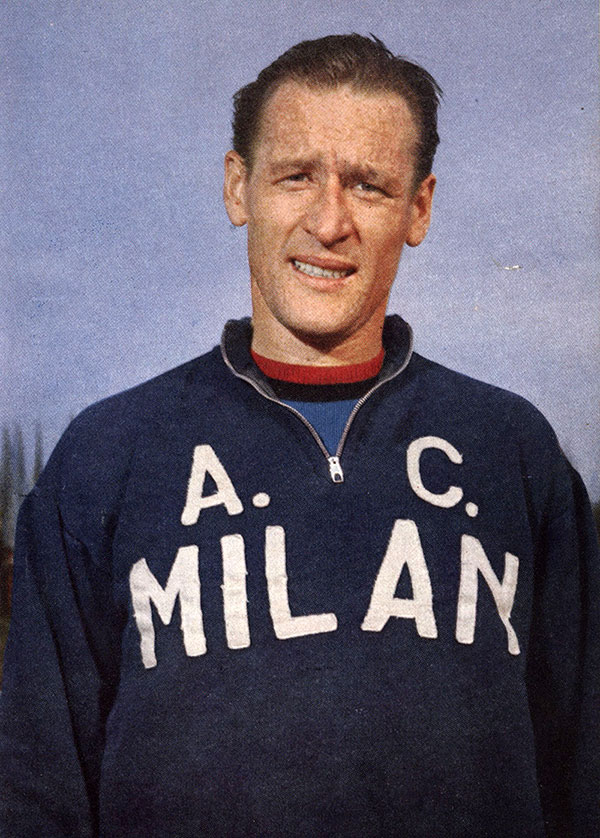
Нильс Лидхольм, 1959 год